# Squashgymnasiet
Squashgymnasiet startades hösten 2002. Det är beläget i Malmö med träningslokaler på Bellevuestadion och Öresundshallen. Verksamheten är ett Riksidrottsgymnasium som beslutats av Riksidrottsförbundet och har fokus på racketsporten squash.
Det finns tolv elevplatser per läsår under fyra år. Eleverna har hittills kommit från Sverige, Norge och Danmark. Intagning sker genom meriter.